# Antef IV
Antef IV was een farao of een vizier uit de 13e dynastie van de Egyptische oudheid.

## Biografie
Deze farao is bekend van de Turijnse koningslijst en een beeld uit Medinet Maadi thans in het Egyptisch museum in Caïro. Hij heeft kort geregeerd.